# Thormora dentatus
Thormora dentatus är en ringmaskart. Thormora dentatus ingår i släktet Thormora och familjen Polynoidae. Inga underarter finns listade i Catalogue of Life.